# Till the End of Time – Best of Lars Muhl
Till the End of Time – Best of Lars Muhl  er et opsamlingsalbum af den danske musiker Lars Muhl, der blev udgivet i 1999 på Kick Music. Det består af indspilninger fra perioden 1980–1999 og indeholder sange fra alle Muhls soloalbummer på nær When Angels Fall samt 3 sange fra tiden med gruppen Warm Guns. Derudover indeholder albummet Melodi Grand Prix-bidraget "Europa", ikke-album singlen "Techno Love", det ikke tidligere udgivne "Would That Love Be More Than Just a Word" og den nye sang "Shooting Stars" fra filmen Besat.
Bonus CD'en The Bedroom Tapes indeholder demooptagelser indspillet på en 4-spors båndoptager mellem 1970–1995. Alle numre er, ifølge CD-noterne, indspillet i Muhls forskellige soveværelser gennem årene, undtagen "I'm Up", der er optaget i et øvelokale med Warm Guns.

## Modtagelse
Lars Nielsen fra Gaffa gav albummet fire ud af fem stjerner og mente, at Muhl har skrevet nogle af dansk rocks "mest ambitiøse, pompøse og flotteste sange". Han tilføjede, at "få kan som Lars Muhl balancere på den hjerteskærende tynde kant mellem bevidsthedsudvidende melankoli og drivende sentimentalitet." Nielsen konkluderede at albummet viser, at Muhls bedste sange blev skrevet lige før og lige efter 1986.
Berlingskes Per Reinholdt Nielsen mente, at de to Warm Guns-sange, "Wonderkids" og "The Young Go First", "rager op over mangt og meget i dansk rockmusik og i den grad stikker ud fra de senere sange fra den Moonjam-producerede middelmådighed, Kingdom Come, og det sidste studiealbum Mandolina, der slægter Bryan Ferry og Lars H.U.G. for tydeligt på." Reinholdt Nielsen konkluderede, at albummet dokumenterer Muhls evne til at "håndtere klodser og klicheer, greb og vendinger fra rockens historie - fra Motown til Beatles, fra Costello til Phil Spector, fra Prince til David Bowie, fra psykedelisk rock til electropop - i en hitopsamling, der naturligt nok forbigår flopalbummet When Angels Fall i tavshed".
Information skrev: "Selv om det stadig ikke er til at overhøre den fuldtonende inspiration fra folk som David Bowie, Leonard Cohen, Bryan Ferry og Elvis Costello, kommer det hele til at hænge sammen nu. Først og fremmest fordi ingen kan tage melodierne fra Muhl." Information beskrev "Shooting Stars" som en "tydelig, men vældig Leonard Cohen-pastiche", de "oversete" sange fra Mandolina "burde få Michael Learns To Rock til at lukke butikken", den akustiske "The Answer" kunne "sagtens være sunget af John Lennon", mens "Wonderkids" og "The Young Go First" "sejrer på ungdommelig naivitet og vitalitet."

## Spor
Alle sange skrevet og komponeret af Lars Muhl, undtagen hvor noteret. 
| Disc 1: Till the End of Time | Disc 1: Till the End of Time                                           | Disc 1: Till the End of Time | Disc 1: Till the End of Time                                                         | Disc 1: Till the End of Time | Disc 1: Till the End of Time | Disc 1: Till the End of Time | Disc 1: Till the End of Time | Disc 1: Till the End of Time | Disc 1: Till the End of Time |
| #                            | Titel                                                                  | Sangskriver(e)               | Oprindelig udgivelse                                                                 | Længde                       |                              |                              |                              |                              |                              |
| ---------------------------- | ---------------------------------------------------------------------- | ---------------------------- | ------------------------------------------------------------------------------------ | ---------------------------- | ---------------------------- | ---------------------------- | ---------------------------- | ---------------------------- | ---------------------------- |
| 1.                           | "Shooting Stars (Stars of a Foreign Constellation)" (fra filmen Besat) |                              | Promosingle, 1999                                                                    | 4:02                         |                              |                              |                              |                              |                              |
| 2.                           | "King of Croon"                                                        |                              | King of Croon, 1988                                                                  | 3:29                         |                              |                              |                              |                              |                              |
| 3.                           | "One More Minute"                                                      |                              | The Glorious Art of Breaking Little Girls' Hearts and Blowing Big Boys' Brains, 1986 | 3:36                         |                              |                              |                              |                              |                              |
| 4.                           | "Cha Cha Ramona"                                                       |                              | Mandolina, 1997                                                                      | 3:28                         |                              |                              |                              |                              |                              |
| 5.                           | "Kingdom Come"                                                         |                              | Kingdom Come, 1994                                                                   | 3:16                         |                              |                              |                              |                              |                              |
| 6.                           | "The Answer"                                                           |                              | Mandolina                                                                            | 3:00                         |                              |                              |                              |                              |                              |
| 7.                           | "Wonderkids" (med Warm Guns)                                           | Muhl, Robert Hauschildt      | Italiano Moderno, 1981                                                               | 3:32                         |                              |                              |                              |                              |                              |
| 8.                           | "Hammersmith Odeon"                                                    |                              | King of Croon                                                                        | 3:18                         |                              |                              |                              |                              |                              |
| 9.                           | "Fools Like Us"                                                        |                              | Kingdom Come                                                                         | 4:21                         |                              |                              |                              |                              |                              |
| 10.                          | "Big Boys Are Hungry Now"                                              |                              | The Glorious Art of Breaking Little Girls' Hearts and Blowing Big Boys' Brains       | 3:08                         |                              |                              |                              |                              |                              |
| 11.                          | "There's a Dog Somewhere That Howls Tonight"                           | Muhl, Brian Patterson        | Mandolina                                                                            | 3:26                         |                              |                              |                              |                              |                              |
| 12.                          | "Mandolina"                                                            |                              | Mandolina                                                                            | 3:52                         |                              |                              |                              |                              |                              |
| 13.                          | "Europa" (fra Dansk Melodi Grand Prix 1995)                            |                              | Musik Event '95, 1995                                                                | 3:03                         |                              |                              |                              |                              |                              |
| 14.                          | "Techno Love" (med Lars Muhl & The Housewives)                         |                              | Single, 1989                                                                         | 3:02                         |                              |                              |                              |                              |                              |
| 15.                          | "The Young Go First" (med Warm Guns)                                   |                              | Instant Schlager, 1980                                                               | 3:51                         |                              |                              |                              |                              |                              |
| 16.                          | "Angel Come Go With Me"                                                |                              | King of Croon                                                                        | 4:07                         |                              |                              |                              |                              |                              |
| 17.                          | "Would That Love Be More Than Just a Word"                             | Muhl, Patterson              | Tidligere uudgivet, 1989                                                             | 3:31                         |                              |                              |                              |                              |                              |
| 18.                          | "If I Want Somebody"                                                   | Muhl, Patterson              | King of Croon                                                                        | 3:22                         |                              |                              |                              |                              |                              |
| 19.                          | "Behind Closed Doors"                                                  |                              | The Glorious Art of Breaking Little Girls' Hearts and Blowing Big Boys' Brains       | 5:01                         |                              |                              |                              |                              |                              |
| 20.                          | "Hey Hey Hey"                                                          |                              | Kingdom Come                                                                         | 3:38                         |                              |                              |                              |                              |                              |
| 21.                          | "Break or Bend" (med Warm Guns)                                        |                              | Italiano Moderno                                                                     | 2:13                         |                              |                              |                              |                              |                              |
| 74:21                        |                                                                        |                              |                                                                                      |                              |                              |                              |                              |                              |                              |

| Disc 2: The Bedroom Tapes | Disc 2: The Bedroom Tapes                 | Disc 2: The Bedroom Tapes | Disc 2: The Bedroom Tapes | Disc 2: The Bedroom Tapes | Disc 2: The Bedroom Tapes | Disc 2: The Bedroom Tapes | Disc 2: The Bedroom Tapes | Disc 2: The Bedroom Tapes | Disc 2: The Bedroom Tapes |
| #                         | Titel                                     | Sangskriver(e)            | Indspilningsår            | Længde                    |                           |                           |                           |                           |                           |
| ------------------------- | ----------------------------------------- | ------------------------- | ------------------------- | ------------------------- | ------------------------- | ------------------------- | ------------------------- | ------------------------- | ------------------------- |
| 1.                        | "Till the End of Time"                    |                           | 1987                      | 3:13                      |                           |                           |                           |                           |                           |
| 2.                        | "Beyond the Seasons"                      | Muhl, Patterson           | 1991                      | 3:25                      |                           |                           |                           |                           |                           |
| 3.                        | "Even Little Girls Like You"              |                           | 1985                      | 4:11                      |                           |                           |                           |                           |                           |
| 4.                        | "Let's Fall in Love"                      |                           | 1984                      | 4:25                      |                           |                           |                           |                           |                           |
| 5.                        | "It Hurts to Say Goodbye"                 |                           | 1984                      | 3:51                      |                           |                           |                           |                           |                           |
| 6.                        | "When Will the Rain Stop Falling on You?" |                           | 1984                      | 5:00                      |                           |                           |                           |                           |                           |
| 7.                        | "Shoot the Moon"                          |                           | 1995                      | 2:49                      |                           |                           |                           |                           |                           |
| 8.                        | "It's Gonna Rain Today"                   |                           | 1992                      | 3:13                      |                           |                           |                           |                           |                           |
| 9.                        | "We Are Forever"                          |                           | 1992                      | 3:52                      |                           |                           |                           |                           |                           |
| 10.                       | "Just Friends"                            |                           | 1989                      | 2:45                      |                           |                           |                           |                           |                           |
| 11.                       | "Every Step You Take"                     |                           | 1995                      | 3:01                      |                           |                           |                           |                           |                           |
| 12.                       | "Take a Look"                             |                           | 1984                      | 4:21                      |                           |                           |                           |                           |                           |
| 13.                       | "I'm Up" (med Warm Guns)                  | Muhl, Anders R. Jensen    | 1980                      | 1:58                      |                           |                           |                           |                           |                           |
| 14.                       | "Someone Somewhere"                       |                           | 1984                      | 3:59                      |                           |                           |                           |                           |                           |
| 15.                       | "Only With You"                           |                           | 1970                      | 2:30                      |                           |                           |                           |                           |                           |
| 52:34                     |                                           |                           |                           |                           |                           |                           |                           |                           |                           |

### Produktion
- Lars Muhl – producer (alle spor, undtagen 2, 7, 15, 16, 21)
- Kristian Borregaard – producer (spor 1)
- Kasper Winding – producer (spor 2, 8)
- Thomas Breckling – producer (spor 3, 10, 19)
- Jan Sivertsen – producer (spor 4, 6, 11, 12)
- Poul Halberg – producer (spor 4, 6, 11, 12)
- Morten Kærså – producer (spor 5, 9, 20)
- Rod Houison – producer (spor 7, 21)
- Nils Henriksen – producer (spor 15)
- Michael Bruun – producer (spor 16)
- Lars Alsing – producer (spor 17)